# Клисура, Марко
Марко Клисура (серб. Марко Клисура; 15 октября 1992 года; Сремска-Митровица, Югославия) — сербский футболист, выступающий на позиции защитника.

## Карьера
Начинал карьеру в 2010 году в клубе «Слога», являлся игроком этого клуба до 2012 года. В 2012 год в качестве аренды выступал за клуб «Палич». В последующие годы также выступал за различные сербские клубы, наиболее известные среди которых «Нови-Пазар» и «Бачка». Первую половину 2018 года провел в узбекистанском клубе «Бухара». Затем перешел в индийский «Мумбай Сити».
В 2017 году был вызван в национальную сборную Сербии, свой дебютный и пока последний матч за сборную сыграл 29 января 2017 года в товарищеском матче против сборной США.